# Phumosia violacea
Phumosia violacea är en tvåvingeart som först beskrevs av Seguy 1925.  Phumosia violacea ingår i släktet Phumosia och familjen spyflugor. Inga underarter finns listade i Catalogue of Life.